# فدراسیون راگبی ارمنستان
فدراسیون راگبی جمهوری ارمنستان (ارمنی: Հայաստան Ռեգբիի ֆեդերացիա, Hajastani Regbii Federatsia) که با نام فدراسیون راگبی ارمنستان نیز شناخته می‌شود، نهاد تنظیم‌کننده ورزش راگبی ۱۵ نفره در ارمنستان می‌باشد که توسط کمیته المپیک ارمنستان اداره می‌شود و مقر آن در شهر ایروان واقع شده است.

## تاریخچه
بازی راگبی برای نخستین بار در دهه ۱۹۶۰ میلادی، زمانی که ارمنستان هنوز یک از جمهوری‌های اتحاد جماهیر شوروی بود انجام شد. ارمنستان تیم نماینده خویش را در مجموعه اتحاد شوروی داشت، اگرچه تیم ملی به حساب نمی‌آمد. باشگاه‌های ارمنستانی از جمله؛ باشگاه راگبی دینامو ایروان و باشگاه راگبی اسپارتاک ایروان در دسته برتر مسابقات قهرمانی اتحاد شوروی و جام حذفی اتحاد شوروی بازی ‌می‌کردند. تیم‌های راگبی ارمنستانی به دلیل تأثیرات جنگ اول قره‌باغ کوهستانی و مشکلات اقتصادی در ارمنستان در اولین سال‌های استقلال این کشور در اوایل دهه ۱۹۹۰ میلدای منحل شدند.
ورزش راگبی در ارمنستان تقریباً یک دهه فعالیتی نداشت تا اینکه فدراسیون راگبی ارمنستان (RFA) در سال ۲۰۰۰ تأسیس شد. گاگیک پانیکیان در سال ۲۰۰۲ رئیس فدراسیون راگبی ارمنستان شد و این فدراسیون در اواخر همان سال به عضویت کامل FIRA-AER (در حال حاضر  راگبی اروپا) پیوست. تیم‌های ملی هفت نفره و پانزده نفره به زودی برای بازی در مسابقات اروپایی تشکیل شدند.
از سال ۲۰۱۲، سه باشگاه راگبی؛ آرارات، آرتاشات و اورنی؛ در ارمنستان وجود دارد. راگبی اروپایی، فدراسیون راگبی ارمنستان را به دلیل عدم فعالیت در سال ۲۰۱۴ تعلیق کرد.
بازیکنان راگبی ارمنستانی در مسابقات قهرمانی در سطوح مختلف اروپایی و بین‌المللی از جمله در مسابقات قهرمانی جهانی و بازی‌های المپیک تابستانی شرکت می‌کنند.

## تیم‌های ملی
تیم ملی اتحادیه راگبی مردان ارمنستان در سال ۲۰۰۴ تشکیل شد و عمدتاً از بازیکنان ارمنی در فرانسه شکل گرفت. این تیم در مسابقات قهرمانی اروپایی راگبی ۲۰۰۴ بازی کرد و تیم‌های نروژ و اسرائیل را شکست داد.
تیم ملی راگبی اتحادیه مردان هفت نفره ارمنستان نیز در سال ۲۰۰۳ تشکیل شد.